# Lăsatul secului de brânză

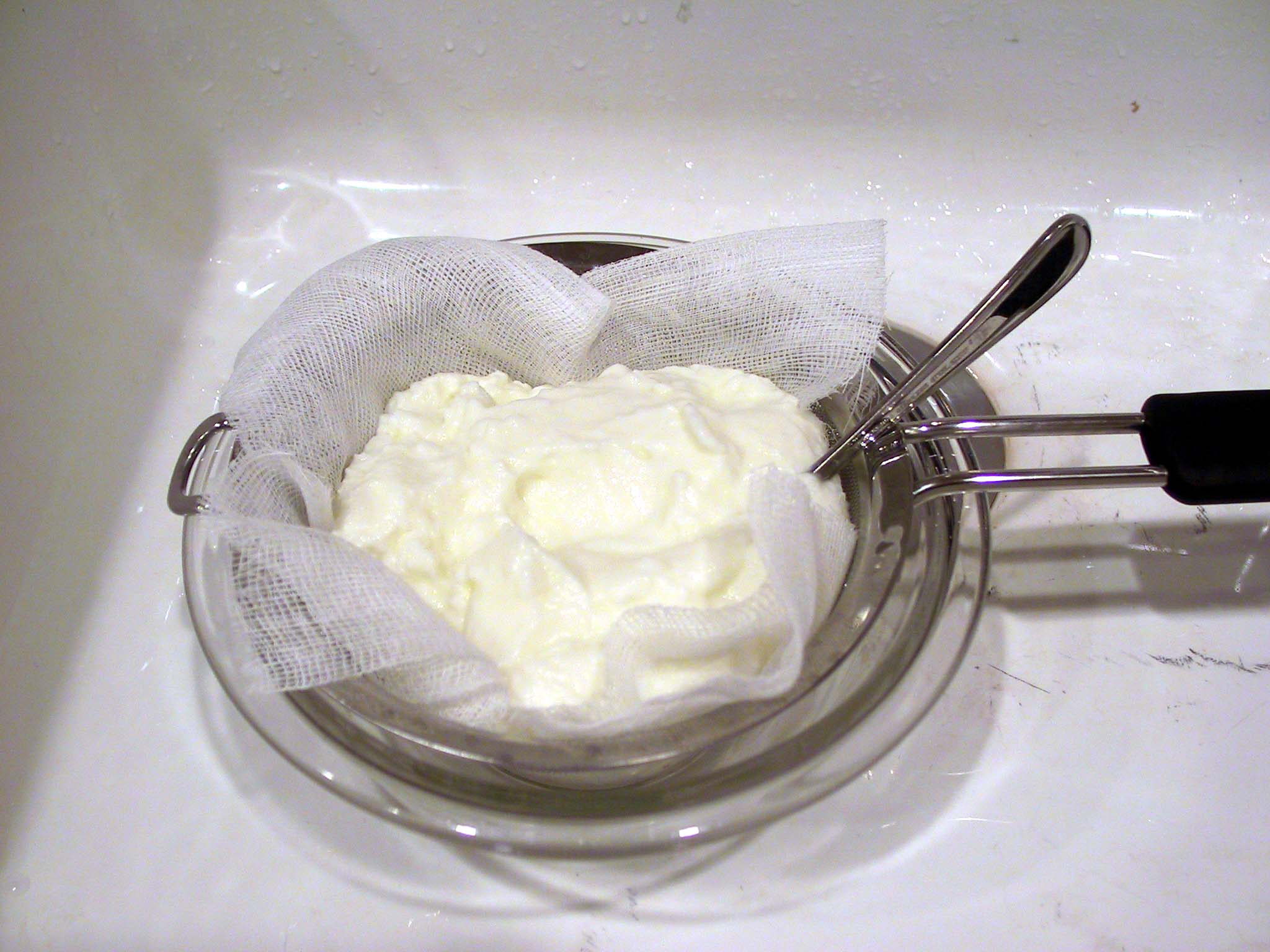
Renunţarea la lactate.

Lăsatul secului de brânză, în creștinism e una din cele două lăsaturi are secului, și anume ziua sau zilele de frupt tocmai înainte de intrarea în păresimi.
Pentru etimologie, a se vedea articolul lăsatul secului de carne.
În riturile apusene, precum și în unele dintre riturile răsăritene, lăsatul secului de brânză și lăsatul secului de carne au loc deodată. În ritul bizantin primul are loc cu o săptămână înaintea celui de-al doilea. 
Astfel, lăsatul secului de brânză se sărbătorește în Duminica izgonirii lui Adam din Rai, dar e precedat de o săptămână, săptămâna tirofagiei, în care se mănâncă lactate, ouă și pește în toate zilele, și în care, potrivit majorității tipicelor, nu are loc euharistia. După duminica înfricoșatei judecăți, potrivit tipicului bisericesc, nu se mai mănâncă produse lactate până la Paști, ci se începe postul.